# شيخ حسن (نظر أباد)
شيخ حسن هي قرية في مقاطعة نظر أباد، إيران. يقدر عدد سكانها بـ 899 نسمة بحسب إحصاء 2016.